# Julio Mariner
Julio Mariner xx (24 januari 1975 – 28 mei 2004) was een renpaard, winnaar in 1978 van de St. Leger-race in Doncaster.
In Engeland deed hij het niet zo goed in de fokkerij, omdat zijn nakomelingen veelal niet goed genoeg waren om als renpaard wedstrijden te winnen.
Door J. Greve naar Nederland gehaald om de Nederlandse warmbloedfokkerij te dienen.
Julio Mariner xx is het in de warmbloedfokkerij gelukt om door te breken als springpaardenleverancier.